# Cerro Bonete (Terre de Feu)
Pour les articles homonymes, voir Cerro Bonete.
Le cerro Bonete (« barrette » en français) est une montagne argentine de Terre de Feu située au nord d’Ushuaïa dans la vallée de Tierra Mayor proche du cerro Alvear.